# Schweizerische Musikdenkmäler
Schweizerische Musikdenkmäler (Monuments de la musique suisse) ist eine von der Schweizerischen Musikforschenden Gesellschaft herausgegebene Buchreihe mit Werken älterer Musik. Sie erscheint seit 1955, anfangs in Basel im Bärenreiter-Verlag, später in Winterthur im Verlag Amadeus. Einen Schwerpunkt darin bilden die Tabulaturen des XVI. Jahrhunderts, hrsg. von Hans Joachim Marx.

## Inhaltsübersicht
1. Henricus Albicastro: Zwölf Concerti a 4: Op. 7. Bärenreiter, Basel c 1955.
2. Johann Melchior Gletle: Ausgewählte Kirchenmusik. Bärenreiter, Basel 1959.
3. Loys Bourgeois: Vingt-quatre psaumes à 4 vois. Bärenreiter, Basel 1960.
4. Johannes Benn: Missae concertatae trium vocum, adiuncto choro secundo et una Missa ab octo. Bärenreiter, Basel 1962.
5. Das Liederbuch des Johannes Heer von Glarus : ein Musikheft aus der Zeit des Humanismus. (Codex 462 der Stiftsbibliothek St. Gallen) Bärenreiter, Basel c 1967
6. Die Tabulaturen aus dem Besitz des Basler Humanisten Bonifacius Amersbach. Hrsg. Hans Joachim Marx. c 1967. (= Tabulaturen des XVI. Jahrhunderts, Teil 1.)
7. Die Orgeltabulatur des Clemens Hör : (Ms. Zürich, Zentralbibliothek, Z. XI. 301). Hrsg. Hans Joachim Marx. c 1970. (= Tabulaturen des XVI. Jahrhunderts, Teil 2.)
8. St. Galler Orgelbuch: Die Orgeltabulatur des Fridolin Sicher. Hrsg. Hans Joachim Marx. Amadeus, Winterthur 1992. (= Tabulaturen des XVI. Jahrhunderts, Teil 3 / (St. Gallen, Codex 530))
9. Xaver Schnyder von Wartensee: Symphonie militaire : 3 Sinfonie in B-Dur. Bärenreiter, Basel c 1973.
10. Henricus Albicastro: Zwölf Triosonaten op. 8. Bärenreiter, Basel c 1974.
11. Stiftsbibliothek Engelberg: Codex 314. Hrsg. Wulf Arlt. Faksimile-Ausg. Amadeus, Winterthur 1986.
12. Friedrich Theodor Fröhlich: Missa I (1828) & Offertorium «Parvulus natus est nobis». Amadeus, Winterthur c 1987.